# Annie Swynnerton
Annie Louisa Swynnerton (rozená Robinson; 26. února 1844 Hulme, Manchester – 24. října 1933 Hayling) byla britská malířka, známá svými portréty a symbolistickými díly. Předtím než se etablovala mezi uměleckou komunitou v Římě spolu se svým manželem, sochařem Josephem Swynnertonem, studovana na Manchester School of Art a na Julianově akademii. Swynnerton byla ovlivněna Georgegem Frederickem Wattsem a Sirem Edwardem Burne-Jonesem. Její práci ocenil John Singer Sargent, který jí pomohl stát se první ženou zvolenou za členku Královské akademie umění v roce 1922. Swynnerton namalovala portréty Henryho Jamese a Millicent Fawcett. Její hlavní veřejná kolekce prací se nachází v Manchester Art Gallery, ale její individuální práce jsou v držení několik anglických měst, ale také mohou být viděny v Glasgow, Dublinu, Paříži a dvě jsou v Melbourne v Austrálii. Annie byla blízkou přítelkyní vůdčích sufražetek své doby, zejména rodiny Pankhurstových.

## Životopis
Annie Louisa Robinson se narodila v Hulme v Manchesteru v roce 1844. Její rodiče byli notář Francis Robinson a Ann Sanderson. Měla šest sester. Malovala a prodávala akvarely, aby podpořila rodinný rozpočet během finančně náročnějších období. Její sestry Julia a Emily také studovaly na Manchester School of Art a v roce 1873 byly uvedeny v novinách The Manchester Guardian jako oceněné studentky. Swynnerton začala studovat na Manchester School of Art v roce 1871. Za své akvarely a olejomalby získala zlatou cenu a stipendium. V letech 1874–1876 studovala spolu se svou přítelkyní a spolužačkou Susan Isabel Dacre v Římě. Obě poté v letech 1877–1880 studovaly na Julianově akademii v Paříži. Swynnerton byla ovlivněna pracemi Julese Bastien-Lepagea. V roce 1880 žila v Manchesteru a od roku 1882 žila v Londýně.

## Dílo

### Styl
Swynnerton malovala portréty, figurální malby, symbolistická díla a krajiny. V kariéře ji podporovali George Frederic Watts a Sir Edward Burne-Jones. Podle Lindy Murray, „byla silně ovlivněna Wattsem a mnoho jejích námětů mělo alegorický nebo symbolický charakter, který byl jeho doménou. Její kresba byla pevná a měla sochařské vnímání formy spojené s živými, roztříštěnými barvami, které vykazovaly příbuznost s impresionismem. Katalog výstavy v Tate Exposed: The Victorian Nude uvádí, že „Annie Swynnerton, žijící v Římě, byla jednou z nejodvážnějších malířek aktů, často šokovala publikum svými robustně malovanými postavami.“ Její díla obsahovala prvky neoklasicismu, prerafaelismu a impresionismu.Časopis The Magazine of Art popsal jedno z jejích děl: „Vysoce imaginativní kompozicí od Swynnerton je Mater Triumphalis. Končetiny postavy jsou poněkud těžkopádné v obrysu, zatímco zbarvení má určitý kovový vzhled, který je zcela odlišný od představy proudícího životodárného krve v lidském těle.” Byla také zdatná v malbě dětí.

### Kariéra
Dacre a Swynnerton sdílely studio. V roce 1879 obě ženy založily Manchesterskou společnost malířek (Manchester Society of Women Painters), která nabízela umělecké vzdělání a výstavy. Členkou byla i sestra Swynnerton, Emily Robinson. Swynnerton namalovala portrét Dacre, který byl vystaven v roce 1880 v Královské akademii umění. Portrétovaná v roce 1932 věnovala dílo Manchester Art Gallery. Swynnerton se v  roce 1895 se stala druhou ženou, která zasedla ve výběrové komisi podzimní výstavy v Liverpoolu. Namalovala portréty členů rodiny Garrettových, včetně Agnes Garrett a Millicent Garrett Fawcett, jejíž portrét byl zakoupen z fondu Chantrey Bequest pro národ a nyní se nachází v Tate Gallery. Namalovala také portrét Louisy Garrett Anderson. Malovala také portréty osob blízkých rodině Garrettových, včetně Henryho Jamese a reverenda Williama Gaskella, manžela spisovatelky Elizabeth Gaskell. Její patronkou byla Ethel Smyth. Portrét Swynnerton a sestry Smyth, paní Charles Hunter, namaloval John Singer Sargent.
S doporučením od Burne-Jonese, Swynnerton vystavovala v Královské akademii umění v letech 1879–1886 a poté v letech 1902–1934. John Singer Sargent oceňoval její práci a některá její díla sám zakoupil. Národu daroval její obraz The Oreads. Významně přispěl k její volbě v roce 1922, čímž se stala první ženskou členkou Královské akademie od 18. století a první ženou, která byla do této instituce zvolena.
Swynnerton vystavovala také na dalších národních i mezinárodních výstavách, včetně Aberdeenu, Doncasteru, Huddersfieldu, Manchesteru, Chicaga a Pittsburghu. V roce 1893 bylo její dílo Florence Nightingale v Scutari vystaveno na Ženské výstavě při Světové výstavě v Chicagu. Podle Hellary Fraser, autorky knihy Women Writing Art History in the Nineteenth Century (Ženy píšící historii umění 19. století), toto dílo ukázalo, jak mohou umělkyně vyjádřit něžný cit prostřednictvím silné umělecké kompozice a barev. Swynnerton byla také součástí výstavy Ženy v Paříži 1850–1900 v roce 2018.

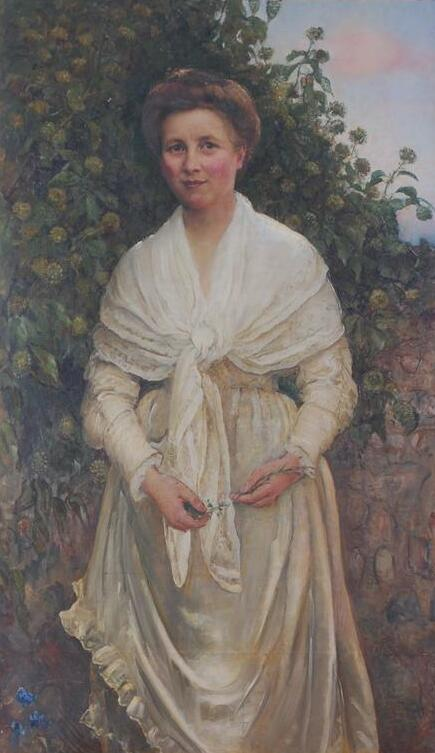
Agnes Garrett (1885)
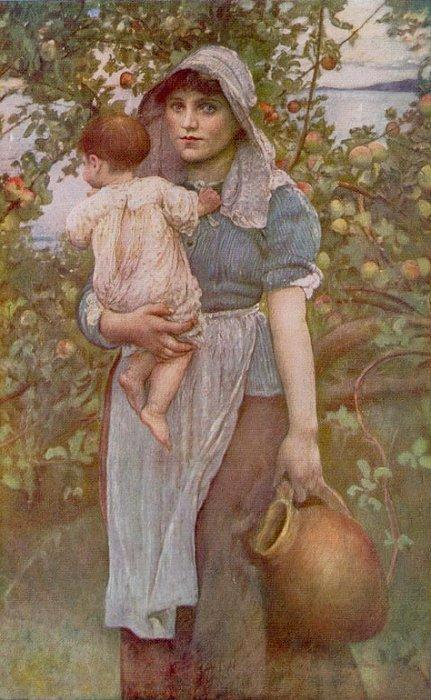
Mladá matka (1887)
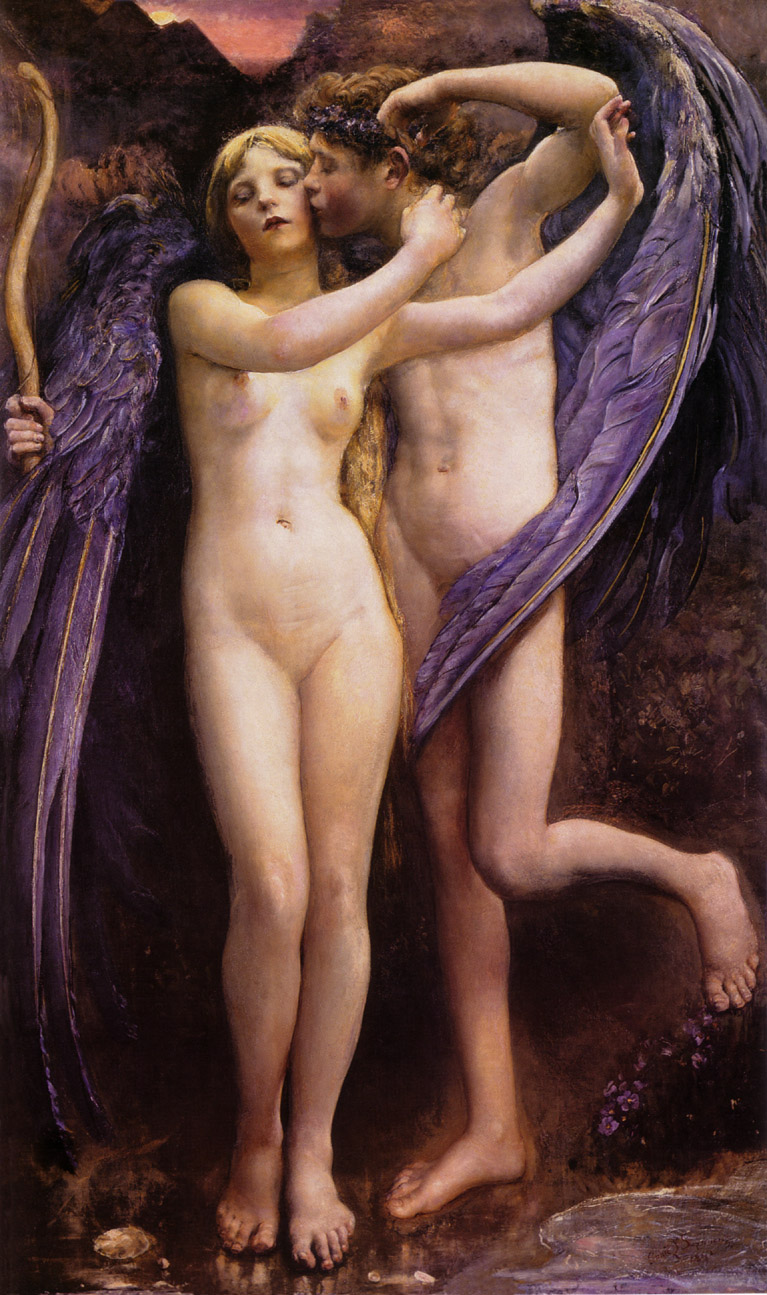
Amor a Psýché (1890)
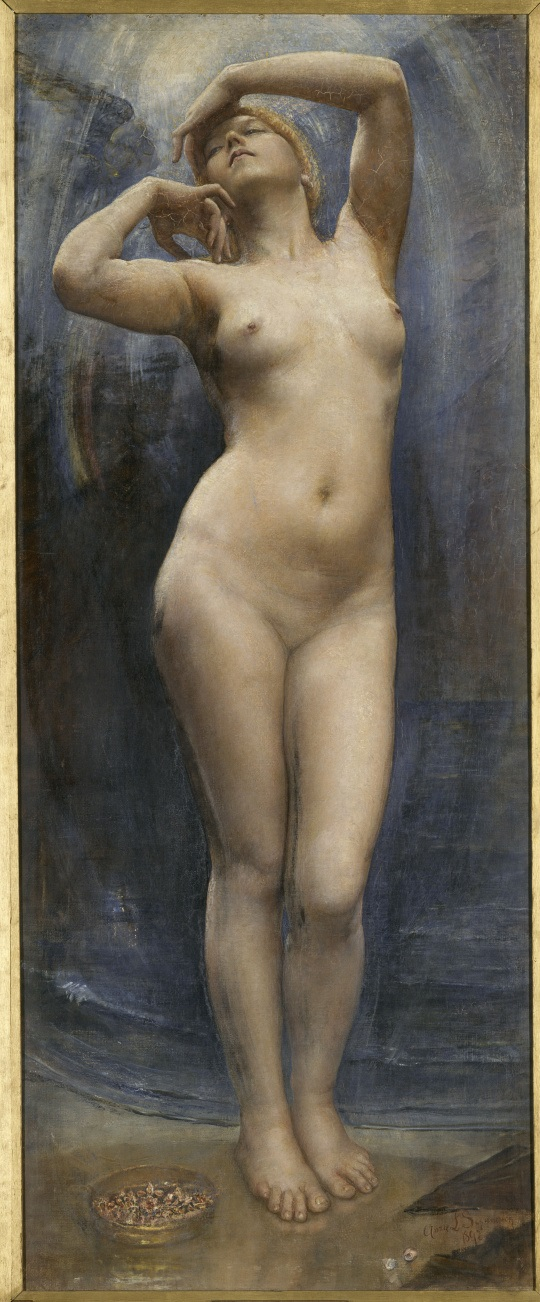
Mater Triomphalis (1892)
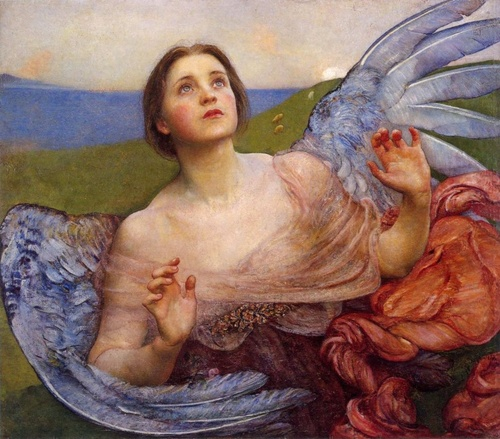
The Sense of Sight (1895)
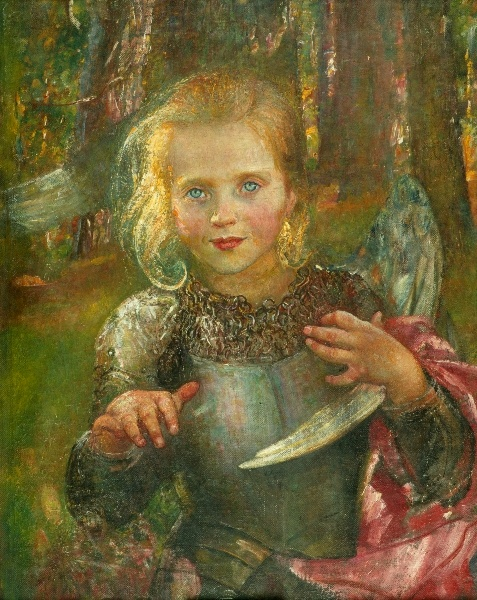
Iluze (1900)
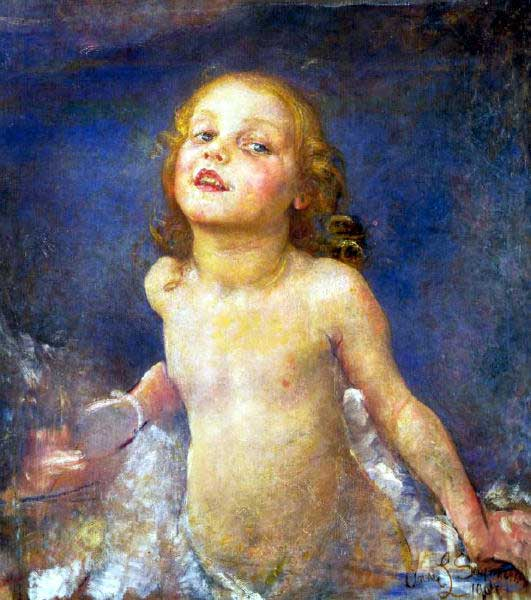
Marie-Anne jako Madame Feydeau (1897)
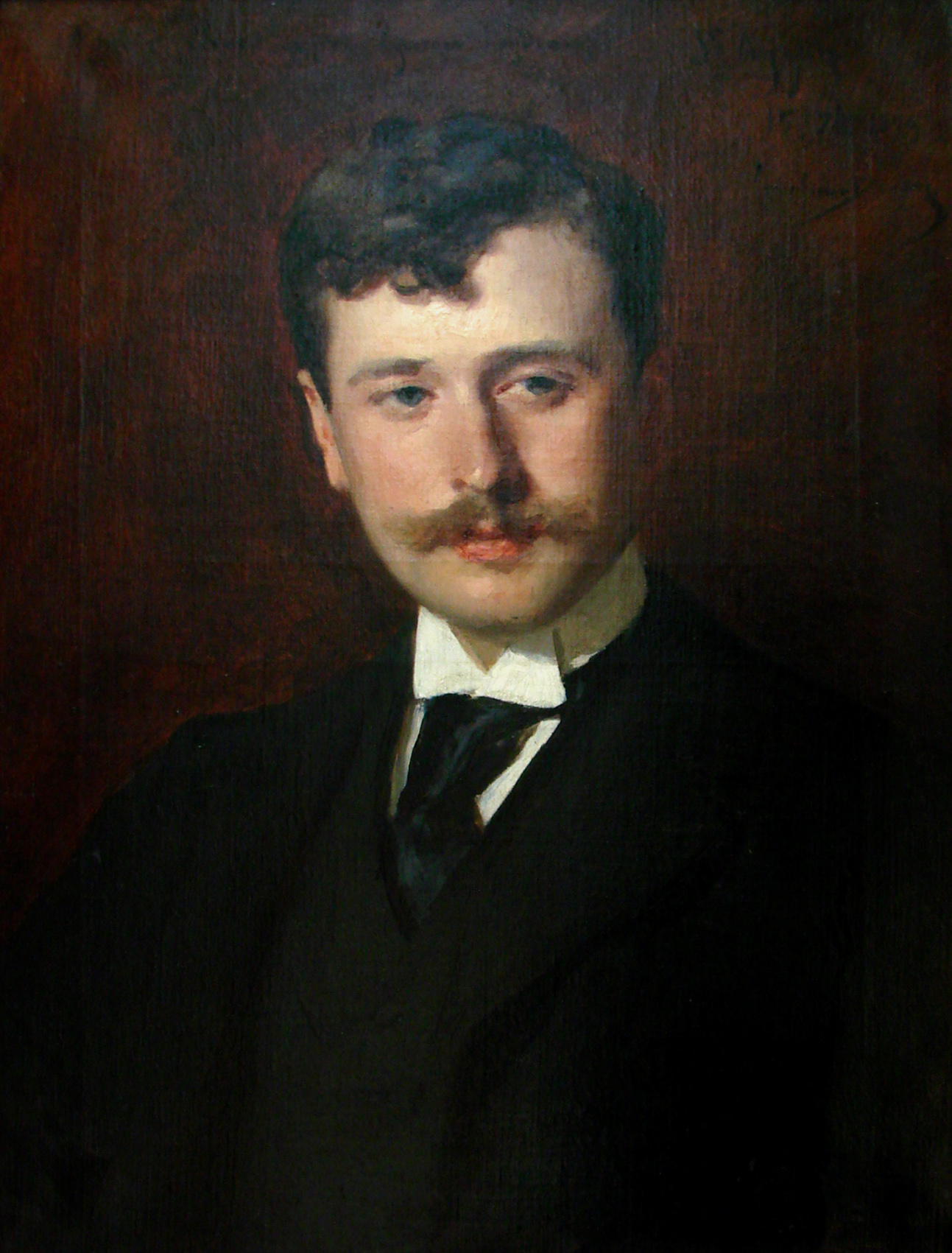
New Risen Hope (1904)
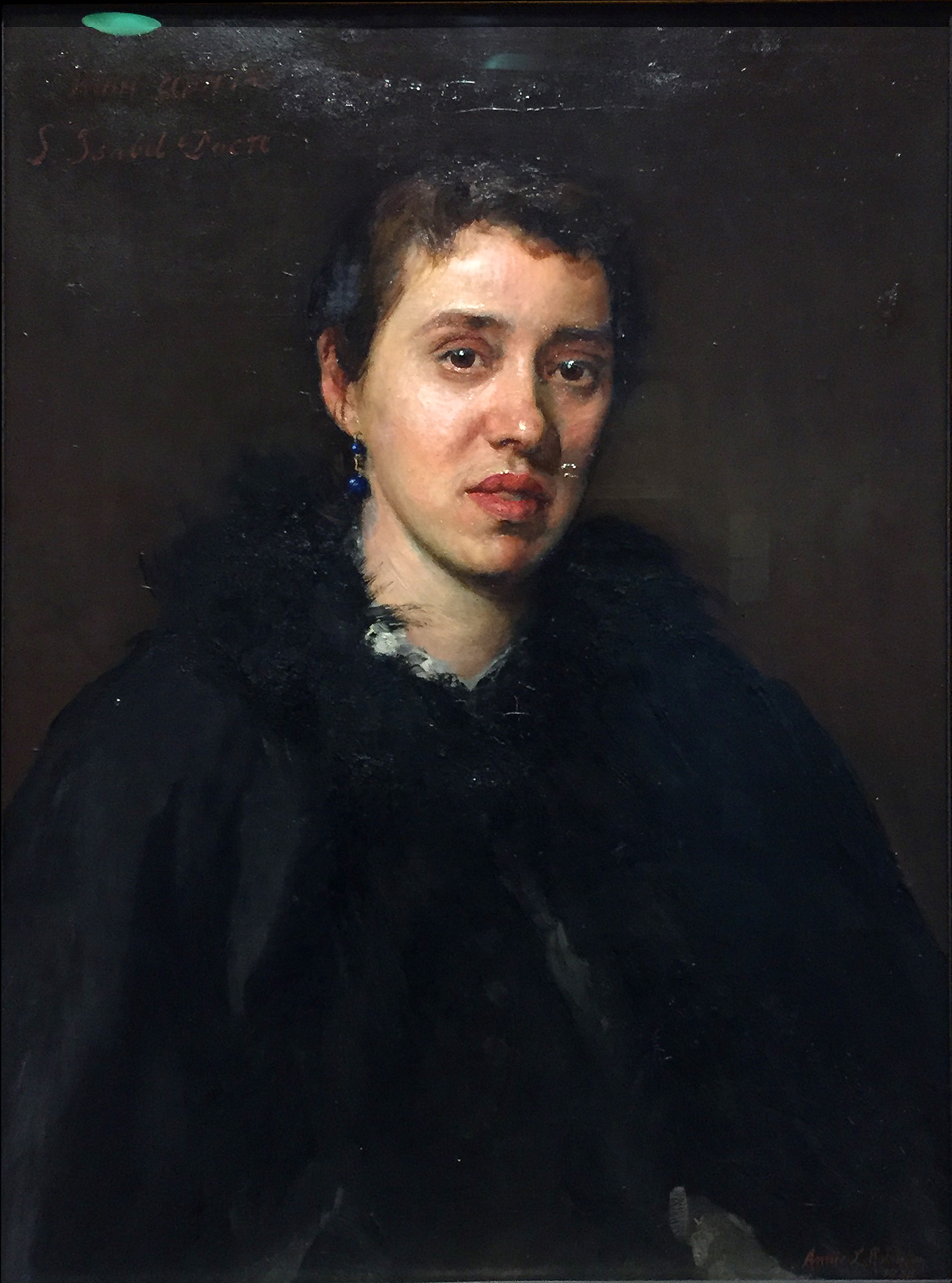
Portrét Susan Isabel Dacre (1880)
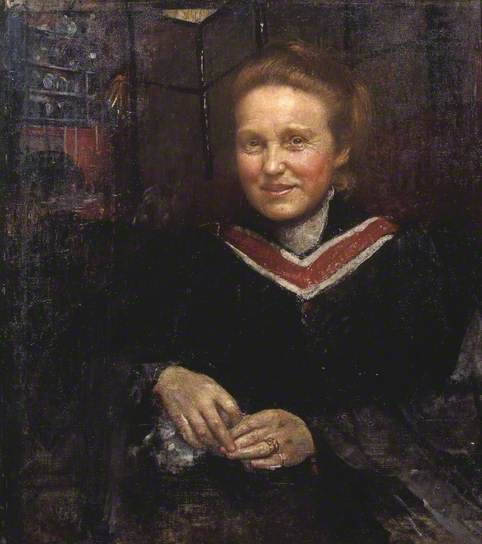
Portrét Millicent Fawcett (1930)

## Volební právo žen
Byla aktivní podporovatelkou hnutí za volební právo pro ženy a byla signatářkou deklarace na podporu volebního práva žen z roku 1889 Národní unie ženských společností za volební právo žen (National Union of Women's Suffrage Societies).

## Osobní život
Sochaře Josepha Williama Swynnertona z ostrova Man, poznala zřejmě v době, kdy oba žili v Římě. Vzali se v roce 1883. Žili primárně v Římě a měli studio v Shepard's Bush v Londýně. Manželé byli do roku 1910, kdy Joseph zemřel. Anne Swynnerton se v pozdějších letech zhoršil zrak. Po smrti manžela žila v Chelsea, Londýně a v Římě, než se nakonec usadila na ostrově Hayling, kde v roce 1933 zemřela. Vybavení jejího studia bylo po její smrti rozprodáno a to včetně její děl (dokončených i nedokončených), malé kolekce obrázků od starých mistrů (včetně Guercina a Moroniho) spolu s rámy a stojany. V závěti a v pamětech Susan Isabel Dacre, zanechala majetek umělci Francisu Doddovi. Byla popsána následovně: 
Byla talentovanou umělkyní a schopnou ženou, i když jen stěží by se dalo říci, že oplývala šarmem. Svou odvahou hájit své přesvědčení byla někdy až nepříjemně upřímná. Měla lehkou vadu řeči.
Gladys Storey, Dickens and Daughter